# Eremisca vernalis
Eremisca vernalis är en tvåvingeart som beskrevs av Zinovjeva 1956. Eremisca vernalis ingår i släktet Eremisca och familjen rovflugor. Inga underarter finns listade i Catalogue of Life.